# Giulia Rizzi
Pour les articles homonymes, voir Rizzi.
Giulia Rizzi, née le 20 juin 1989 à Udine, est une escrimeuse italienne spécialiste de l'épée. Elle est sacrée championne olympique par équipes aux Jeux de 2024.

## Carrière
Giulia Rizzi s'installe en France en 2017 pour rejoindre le Paris Université Club avant de partir pour l'académie de Benoît Janvier à Saint-Gratien.
Elle remporte la médaille d'argent lors du FIE Doha Épée Grand Prix en février 2024, battue en finale par la Hongkongaise Vivian Kong, 13 à 14.
En finale par équipe des Jeux olympiques d'été de 2024, Guilia Rizzi et ses compatriotes battent les Françaises à la mort subite après avoir terminé le chrono sur une égalité (28-28).

## Palmarès
- Jeux olympiques
  -  Médaillée d'or par équipes aux Jeux olympiques d'été de 2024 à Paris

- Championnats d'Europe
  -  Médaillée d'or par équipes aux championnats d'Europe de 2024 à Bâle
  -  Médaillée de bronze par équipes aux championnats d'Europe de 2025 à Gênes

- Jeux européens
  -  Médaillée de bronze par équipes aux Jeux européens de 2015 à Bakou